# 50mm軽迫撃砲RM-38

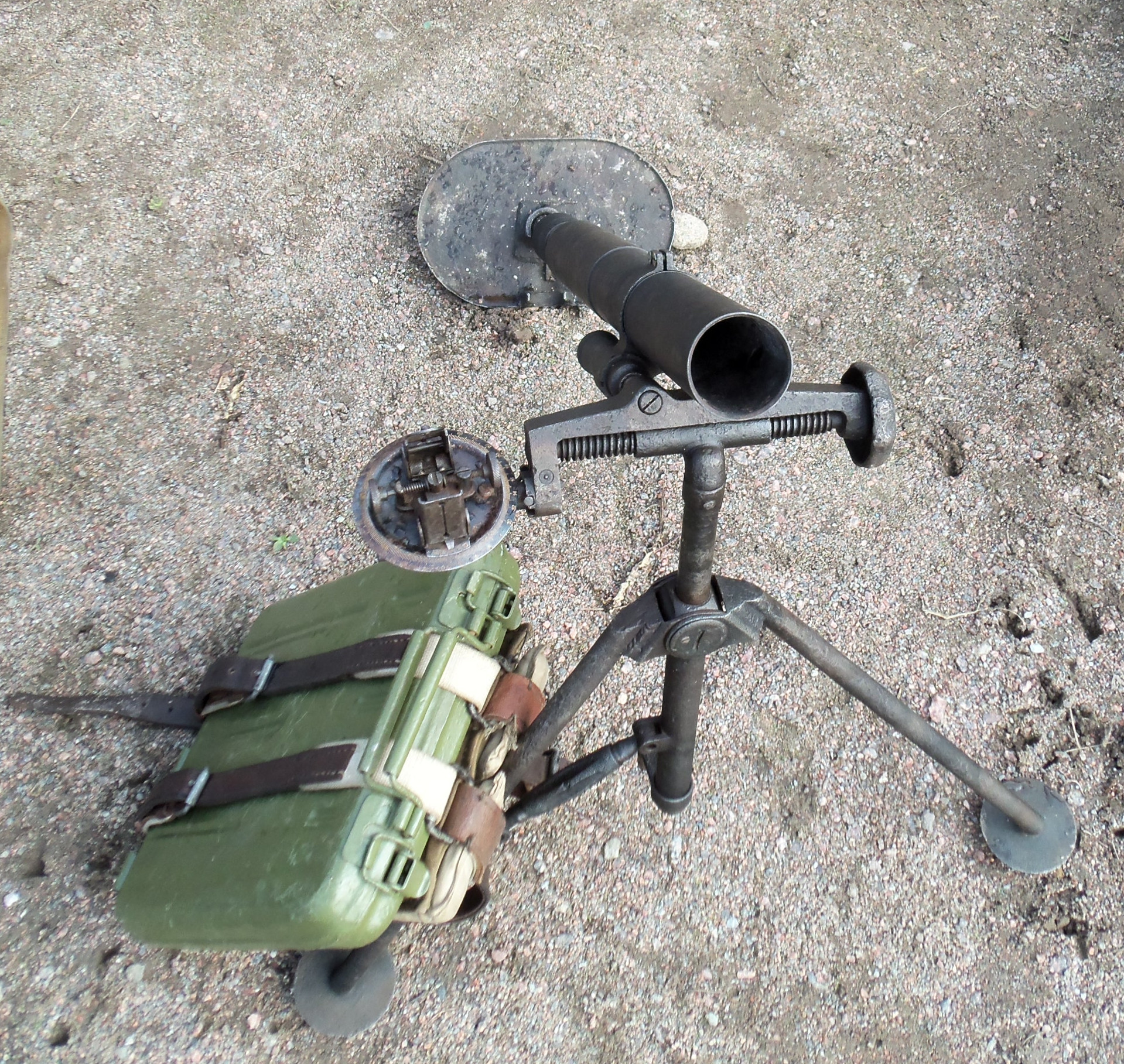

50mm軽迫撃砲RM-38（50ミリけいはくげきほうRM-38、ロシア語: 50-мм ротные минометы обр. 1938）とは第二次世界大戦でソビエト連邦赤軍が使用した50mm軽迫撃砲である。

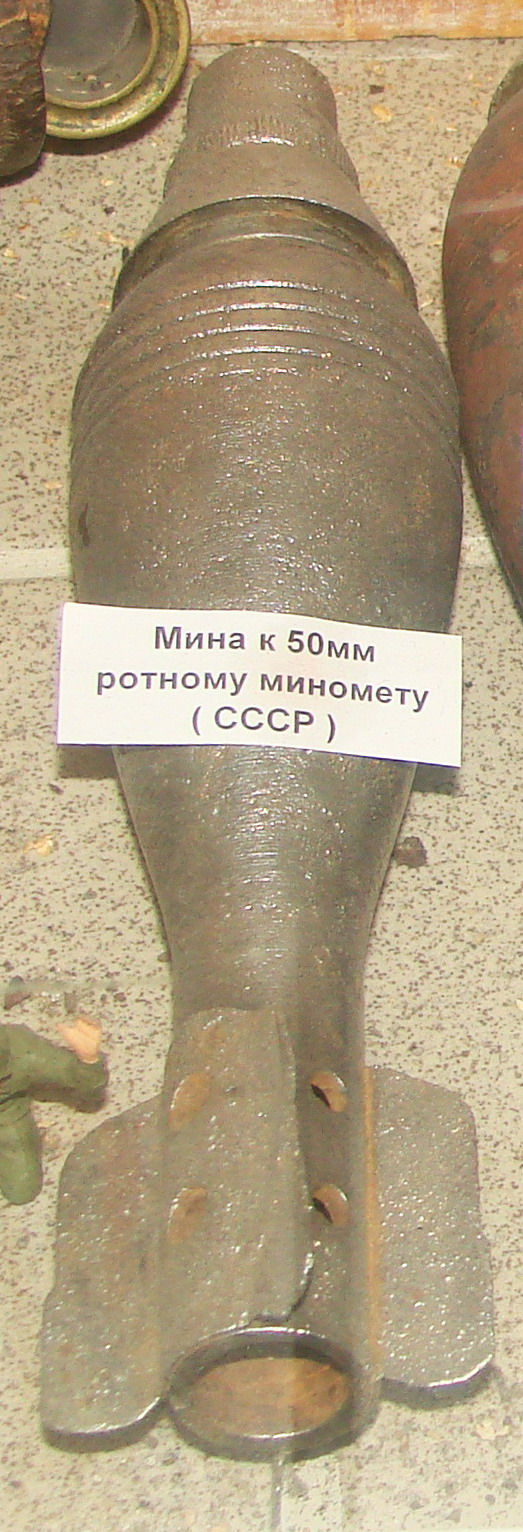
50mm迫撃砲弾

ротный минометとはロシア語で中隊迫撃砲という意味である。
120mm迫撃砲PM-38の小型化として開発された物で、仰角は45度と75度の二種類のみの固定で射程の調整は砲身基部のダイヤルを回すことでガス抜き穴を調節して行われた。
翌年には改良型のRM-39に移行したため生産数は少ない。RM-40まではこの迫撃砲の改良型で、41年には設計を全面変更された50mm軽迫撃砲RM-41に置き換えられている。
1941年にドイツ国防軍に鹵獲されると鹵獲兵器番号Granatwerfer 205/1(r).が与えられて使用されていた。

## スペック
- 重量：12.1 kg
- 砲身長：780 mm
- 砲弾重量：0.85 kg
- 口径：50 mm
- 初速：96 m/s
- 最大射程：800 m